# Astropecten regalis
Astropecten regalis är en sjöstjärneart som beskrevs av Gray 1840. Astropecten regalis ingår i släktet Astropecten och familjen kamsjöstjärnor.
Artens utbredningsområde är Mexikanska golfen. Inga underarter finns listade i Catalogue of Life.